# Relations de l'Église catholique avec les autres Églises
Les relations de l'Église catholique avec les autres Églises sont l'ensemble des liens entretenus avec les Églises préchalcédoniennes (Églises des deux conciles et Églises des trois conciles), les Églises orthodoxes, l'Église anglicane et les Églises protestantes. Ces relations ont principalement lieu en dehors du conseil oecuménique des Églises, dont l'église catholique n'est pas membre. Au XXIe siècle, la tendance est au rapprochement, notamment avec l'Église orthodoxe, mais aussi avec la fédération luthérienne mondiale, cosignataire de la déclaration commune sur la justification par la foi.

## Contexte

### Histoire
Dès le cinquième siècle, l'Église catholique est séparée des Églises des deux conciles qui ne reconnaissent pas le concile d'Éphèse (431) et des Églises des trois conciles qui ne reconnaissent pas le concile de Chalcédoine (451).
Le schisme de 1054 acte la séparation avec les Églises orthodoxes.
Au XVIe siècle, l'acte de suprématie promulgué par Henri VIII en 1534, et plus généralement la Réforme anglaise, aboutissent à l'indépendance de l'Église anglicane. En parallèle, la Réforme protestante débouche sur l'apparition des Églises protestantes.

### Conseil oecuménique des Églises
L'église catholique n'est pas membre du Conseil œcuménique des Églises, mais est en lien avec elle via le dicastère pour la promotion de l'unité des chrétiens.

## Églises catholiques orientales
L'Église catholique romaine cherche à résorber les schismes en commençant par les Églises des deux conciles et les Églises des trois conciles que ce soit :
- par la conversion, comme c'est le cas des Églises syriaques indiennes avec les missions jésuites au XVIe siècle ;
- par la négociation, comme avec les Églises uniates en Russie, en Palestine, ou en Égypte ;
- ou encore par la protection accordée à des Églises en situation difficile, par exemple dans les pays arabes (Église chaldéenne).

## Relations avec l'Église orthodoxe
Au XXIe siècle, la tendance est au rapprochement diplomatique, par le soutien apporté par l'Église catholique aux Églises des sept conciles dans leurs différends au Conseil œcuménique des Églises, et par les voyages pontificaux.
De façon réciproque, les Églises catholique et orthodoxe reconnaissent la validité de leur succession apostolique, ce qu'elles contestent toutes deux aux diverses Églises protestantes, y compris celles de la Communion anglicane.

## Relations avec les protestantismes

### Accord luthéro-catholique
En 1999 la déclaration commune sur la justification par la foi a été signée parl'église catholique et ratifiée par la Fédération luthérienne mondiale. Certaines Églises luthériennes ne l'ont pas acceptée, considérant qu'il ne s'agit pas d'un accord gagnant-gagnant.